# لقاح الجدري
لقاح الجدري (بالإنجليزية: Smallpox vaccine)‏ هو أول لقاح ناجح تم تطويره، من قبِل إدوارد جينر في عام 1796. حيث تتبع ملاحظته أن حالبات الألبان اللاتي أصبن بالوقس (جدري البقر) لم يُصبن بعد ذلك بالجدري وهو ما أظهر أن المُلقّح ضد جدري البقر يكون محمي كذلك ضد الجدري.

## الأنواع

### درايفاكس
درايفاكس هو لقاح الجدري «الليمف البقري» المجفف بالتجميد. وهو أقدم لقاح للجدري في العالم، الذي تم تصنيعه في أواخر القرن التاسع عشر من قِبل شركة «أمريكان هوم برودكتس»، وهي سالفة شركة وايث الحالية. وبحلول الأربعينيات من القرن العشرين، كانت شركة وايث رائدة في تصنيع اللقاح في الولايات المتحدة ثم أصبحت الشركة المُصنّعة الوحيدة بحلول الستينيات. بعدما أعلنت السلطات الصحية العالمية أن الجدري قد تم اختفاؤه من الطبيعة في عام 1980، توقفت شركة وايث عن صناعة اللقاح.
أبقت المراكز الأمريكية لمكافحة الأمراض والوقاية منها (CDC) مخزونا لاستخدامه في حالة الطوارئ. في عام 2003 ساعد هذا المخزون في السيطرة على جدرى القرود في الولايات المتحدة. في فبراير 2008 تخلصت مراكز مكافحة الأمراض من آخر 12 مليون جرعة من لقاح درايفاكس. وتم استبدال هذا المخزون بـ«أكام 2000» ACAM2000 ، وهو منتج أكثر حداثة يتم تصنيعه في مختبرات أكامبس، والتي تمثل الآن قسم من شركة سانوفي باستير.
درابفاكس هو إعداد فيروس حي من وقس أُعد من الليمف البقري. قد توجد كميات ضئيلة من المضادات الحيوية التالية (المضافة أثناء المعالجة): كبريتات النيومايسين، هيدروكلوريد كلورتتراسيكلين، كبريتات بوليميكسين ب، وكبريتات ثنائي هيدروستربتوميسين.
اللقاح فعال، ويوفر مناعة ناجحة في حوالي 95 ٪ من الأشخاص الذين تم تلقيحهم. للقاح درابفاكس آثار جانبية خطيرة في حوالي 1 ٪ إلى 2 ٪ من الحالات.

### أكام 2000
أكام 2000 "ACAM2000" هو لقاح ضد الجدري طورته شركة أكامبس. تمت الموافقة على استخدامه في الولايات المتحدة من قِبل إدارة الغذاء والدواء الأمريكية (FDA) في 31 أغسطس 2007. يحتوي على فيروس الوقس الحي، مستنسخ من نفس السلالة المستخدمة في اللقاح السابق «درافاكس». بينما كان فيروس درايفاكس يُزرع على جلد البقر ويُجفف بالتجميد، يتم زراعة فيروس أكام 2000 في الخلايا الطلائية للكلى (خلايا فيرو) من قرد أخضر أفريقي. كفاءة اللقاح واحتمالية وقوع رد فعلي سلبي مشابهة لها في الدرايفاكس. اللقاح غير متاح بشكل روتيني للعامة في الولايات المتحدة. ومع ذلك، فإنه يستخدم في الجيش ويحتفظ به في المخزون الوطني الاستراتيجي.
يتم إعطاء قطيرة من أكام 2000 بطريق عبر الجلد (تخديش) باستخدام 15 كبس من إبرة مقسمة. لا ينبغي حقن أكام 2000 عن طريق داخل الأدمة أو تحت الجلد أو العضل أو الوريد.

### الليمف البقري
كان مسمى الليمف البقري  هو الاسم المعطى لنوع من لقاح الجدري المستخدم في القرن التاسع عشر، والذي كان لا يزال يُصنّع حتى سبعينيات القرن العشرين. عُرف الليمف البقري في وقت مبكر من عام 1805 في إيطاليا،  ولكن مؤتمر ليون الطبي لعام 1864 هو ما جعل هذه التقنية معروفة للعالم بشكل أوسع. في عام 1898 أصبح الليمف البقري هو الطريقة القياسية للتلقيح ضد الجدري في المملكة المتحدة، عندما تم حظر تلقيح ذراع إلى ذراع مؤخرا  (بسبب مضاعفات مثل انتقال مرض الزهري في نفس الوقت).

## السلامة
رغم أن جينر استخدم البقري، إلا أن اللقاح يحتوي الآن على فيروس مرتبط بشكل مناعي جدري البقر وفيروسات الجدري تسمى الوقس والتي تسبب عدوى ضعيفة. اللقاح معدٍ، مما يحسن فعاليته، لكنه يسبب مضاعفات خطيرة للأشخاص ذوي جهاز مناعي ضعيف (على سبيل المثال مرضى العلاج الكيميائي ومرضى الإيدز، والأشخاص المصابين بالأكزيما)، ولا يعتبر حتى الآن آمنا بالنسبة للنساء الحوامل. يجب على المرأة التي تخطط للحمل خلال شهر ألا تتلقى التلقيح ضد الجدري إلا بعد نهاية الحمل. في حالة انتشار المرض، يجب على المرأة تأخير الحمل قدر الإمكان. تم اقتراح اللقاحات التي تحتوي فقط على فيروسات اللقاحية الموهّنة (الفيروس الموهن هو الذي تم تقليل قدرته على الإمراض من خلال إمرار تسلسلي)، بينما وضع بعض الباحثين علامات استفهام حول الفعالية المحتملة لمثل هذا اللقاح. وفقًا لمراكز مكافحة الأمراض والوقاية منها (CDC)، «التلقيح خلال ثلاثة أيام من التعرض للمرض سيمنع أو يقلل بدرجة كبيرة من حدة أعراض الجدري في الغالبية العظمى من الأشخاص. التلقيح بعد 4 إلى 7 أيام من التعرض للمرض من المحتمل أن يؤدي إلى توفير بعض الحماية أو قد تغير من شدة المرض». هذا بالإضافة إلى تلقيح ما يسمى المستجيبين الأوائل، تعد خطة العمل الحالية التي صممتها وزارة الأمن الداخلي بالولايات المتحدة (بما في ذلك وكالة إدارة الطوارئ الفيدرالية) في الولايات المتحدة.
بدءًا من أوائل عام 2003، قامت حكومة الولايات المتحدة بتلقيح 500 ألف شخص من متخصصي الرعاية الصحية المتطوعين في جميع أنحاء البلاد. كان متلقي اللقاح من العاملين في مجال الرعاية الصحية في أقسام الطوارئ ووحدات العناية المركزة وأخصائيّ التخدير وعمال الرعاية الصحية في أماكن أخرى والذين سيكونون في الخط الأول الحرج للاستجابة في حالة هجوم إرهابي بيولوجي يستخدم الجدري. رفض العديد من العاملين في مجال الرعاية الصحية، قلقين من الآثار جانبية للقاح، ولكن تطوع العديد من العمال الآخرين. ومن غير الواضح كم يبلغ العدد الحقيقي لمن تلقوا اللقاح.
في عام 2002، في محاولة مماثلة للتطعيم الجماعي وجد الجيش الإسرائيلي أن كثير من الجنود لا يريدون التطوع.
في مايو 2007، صوتت اللجنة الاستشارية المعنية باللقاحات وبالمنتجات البيولوجية في إدارة الغذاء والدواء بالإجماع على أن اللقاح الحيوي الجديد الذي أنتجته شركة أكامبس، أكام 2000 آمن وفعال في نفس الوقت لإعطائه للأشخاص المعرضين لخطر الإصابة بفيروس الجدري. ومع ذلك، وبسبب المعدل المرتفع للآثار الجانبية الخطيرة فلن يتم توفير اللقاح إلا لمراكز مكافحة الأمراض والوقاية منها (وهي جزء من وزارة الصحة والخدمات الإنسانية الأمريكية) كمخزون قومي استراتيجي.

## التاريخ
التجدير
كان معدل وفيات بسبب الإصابة الحادة بالجدري - الجدري الرئيسي - مرتفعا جدا بدون تلقيح، بنسبة تصل إلى 35 ٪ في بعض حالات التفشي. عُرفت طريقة تحفيز المناعة باسم التلقيح، أو النفخ، أو «التجدير» قبل تطوير لقاح حديث، ومن المحتمل حدوث هذه الممارسة في إفريقيا والصين قبل وصولها إلى أوروبا. ربما كانت تحدث أيضا في الهند، ولكن هذه معلومة خلافية. حيث جادل محققون آخرون أن النصوص الطبية السنسكريتية القديمة في الهند لا تصف هذه التقنيات. أول مرجع واضح للتلقيح ضد الجدري كان من تأليف الكاتب الصيني وان كوان (1499–1582) في كتابه دوزين إكسينفا (痘疹 心法) الذي نُشر عام 1549. لا يبدو أن التلقيح للجدري كان منتشرًا في الصين قبل عهد حكم إمبراطور لونغتشينغ (حكم 1567-1572) خلال عهد أسرة مينغ. في الصين تم نثر قشور الجدري المجففة المسحوقة فوق أنوف الأصحاء. عندئذ يتطور لدى المرضى حالة ضعيفة من المرض ومن ثم تتولد لديهم مناعة ضد المرض. نتج عن هذه الطريقة معدل وفيات يتراوح بين 0.5 و 2.0٪، إلا أن ذلك كان أقل بكثير من معدل وفيات 20-30٪ بسبب المرض نفسه. تلقت الجمعية الملكية بلندن تقريرين حول ممارسة الصين للتلقيح في 1700. أحدهما عن طريق الدكتور مارتن ليستر الذي تلقى تقريرا من قبل موظف في شركة الهند الشرقية الواقعة في الصين والآخر من قِبل كلبتون هافرز. وفقا لفولتير (1742)، استمد الأتراك استخدامهم للتلقيح من شركيسيا المجاورة. لم يأتِ فولتير ببنظرية حول المكان الذي جاء منه الشركس بتقنيتهم، رغم أنه أشار إلى أن الصينيين قد مارسوها منذ مئة عام.
تمت ممارسة التجدير أيضًا خلال النصف الأخير من القرن السابع عشر من خلال أطباء في تركيا وبلاد فارس وأفريقيا. في عامي 1714 و 1716، تم تقديم تقريرين عن طريقة التطعيم التركية للإمبراطورية العثمانية إلى الجمعية الملكية في إنجلترا، من خلال إيمانويل تيموني، وهو طبيب ملتحق بالسفارة البريطانية في القسطنطينية، وجياكومو بيلاريني. يرجع الفضل بشكل كبير إلى الليدي ماري وورتلي مونتاجو زوجة السفير البريطاني في القسطنطينية  العثمانية، في تقديم هذه الطريقة إلى بريطانيا العظمى في عام 1721. تُخبرنا المادة المصدر عن مونتاجو. «عندما كانت الليدي ماري في الإمبراطورية العثمانية، اكتشفت الممارسة المحلية للتلقيح ضد مرض الجدري التي تسمى التجدير». في عام 1718، حصلت على التجدير لابنها، البالغ من العمر خمسة أعوام، وتعافى سريعا. عادت إلى لندن وأخذت ابنتها التطعيم بالتجدير في عام 1721 بواسطة تشارلز مايتلاند، خلال تفشي وباء الجدري. شجع ذلك العائلة الملكية البريطانية على الاهتمام والقيام بتجربة التجدير على السجناء في سجن نيوجيت، وكان ذلك ناجحًا. في عام 1722 سمحت الأميرة أوجوستا، أميرة ويلز، بقيام ميتلاند بالتجدير لأطفالها. نجاح هذه اللقاحات أكد للبريطانيين أن الإجراء آمن.
| ” | ... جرح المعصمين والساقين وجبهة المريض، ثم وضع برفق في كل شق بثرة جديدة وتُربط هناك لمدة ثمانية أو عشرة أيام، بعد هذا الوقت يتم إبلاغ المريض بشكل موثوق به أنه عندئذٍ سيتطور لدى المريض حالة ضعيفة من الجدري، ويتعافى ، ومن ثم يكون اكتسب مناعة. د/ بيتر كينيدي | “ |
|   | |   |

```
حفز اندلاع وباء حاد، استخدام تلقيح التجدير لأول مرة في أمريكا الشمالية في عام 1721. كانت هذه الممارسة معروفة في بوسطن منذ عام 1706،
[
23
]
 عندما اكتشف كوتون ماثر (من محاكمة السحرة في سالم) أن هتم تلقيح عبده أنسيمس بينما كان لا يزال في أفريقيا، كما تلقى العديد من العبيد الواردين إلى بوسطن التلقيحات كذلك. تم انتقاد هذه الممارسة بشكل واسع في البداية.
[
24
]
 رغم ذلك، أسفرت تجربة محدودة عن ستة حالات وفيات من أصل 244 من متلقي اللقاح (2.5 ٪)، في حين توفي 844 شخص من أصل 5980 بسبب المرض الطبيعي (14 ٪)، واعتُمدت هذه العملية على نطاق واسع في جميع أنحاء المستعمرات.
[
25
]
[
26
]
```

تم توثيق تقنية التلقيح على أنها تحتوي على معدل وفيات واحد فقط في الألف. بعد عامين من ظهور وصف كينيدي، في مارس 1718، نجح د. تشارلز مايتلاند في تلقيح على ابن السفير البريطاني لدى المحكمة التركية البالغ ذو الخمس سنوات بأمر من زوجة السفير الليدي ماري وورتلي مونتاجو، والتي قدمت هذه الممارسة بعد أربع سنوات في إنجلترا.
وُصف هذا العلاج من خلال تقرير في رسالة من السيدة ماري وورتلي مونتاجو إلى سارة تشيسويل، بتاريخ 1 أبريل 1717 من السفارة التركية:
 
إن الجدري المميت والمنتشر جدا بيننا أصبح هنا غير مؤذٍ تمامًا من خلال اختراع التطعيم (وهو المصطلح الذي يطلقونه عليه). هناك مجموعة من النساء العجائز اللواتي جعلن من أعمالهن القيام بهذه العملية. كل خريف في شهر سبتمبر، عندما تهدأ الحرارة الشديدة يرسل الناس إلى بعضهم بعضًا لمعرفة ما إذا كانت انتبهت إحدى عائلاتهم أن لديهم إصابة بالجدري. إنهم يقيمون تجمعات لهذا الغرض، وعندما يلتقون (عادةً خمسة عشر أو ستة عشر معا)، تأتي المرأة العجوز بقشلاة جوز الهند مملوءة بأفضل نوع من الجدري، وتسأل الشخص أي وريد يُفضل أن تفتحه. ثم على االفور تفتح الوريد الذي تقدمه لها باستخدام إبرة كبيرة (التي لا تسبب ألم أكثر من ألم الخدش المعتاد) ويضع في الوريد الزُعاف بقدر ما يمكن أن تحمله رأس إبرتها، وبعد ذلك تربط الجرح الصغير بقطعة فارغة من القشرة، وبهذه الطريقة تفتح أربعة أو خمسة عروق. . . . يلعب الأطفال أو المرضى الشباب معًا بقية اليوم، ويتمتعون بصحة مثالية حتى اليوم الثامن. ثم تبدأ الحمى في السيطرة عليهم ويبقون في أسرتهم لمدة يومين، أونادرا جدا لثلاثة أيام. لديهم نادرا جدا ما يزيد عن عشرين أو ثلاثين علامة في وجوههم، ولا تترك أثر، وفي غضون ثمانية أيام يعودون بصحة جيدة كما كانوا قبل المرض. . . . لا يوجد مثال لشخص توفي في هذه الممارسة، وقد تعتقد أني راضٍ تمامًا عن سلامة التجربة لأنني أعتزم تجربتها على ابني الصغير العزيز. أنا محبة لوطني بما فيه الكفاية لتحمل مشقة جلب هذا الاختراع المفيد إلى التنفيذ في إنجلترا، ولا ينبغي أن أخفق في الكتابة إلى بعض أطبائنا بشكل خاص حول هذا الموضوع إذا كنت أعرف أي واحد منهم اعلم أن لديه فضيلة كافية للتخلي عن جزء كبير من دخولهم لخير البشرية، ولكن هذا النكد هو مفيد جدا لتوجيه كل استياءهم من هذا المخلوق الصعب الذي يجب أن يدفعوا به نحو نهايته. ربما إذا كنت سأعيش حتى أعود، قد يكون لدي الشجاعة لخوض الحرب معهم.

## التلقيح المبكر

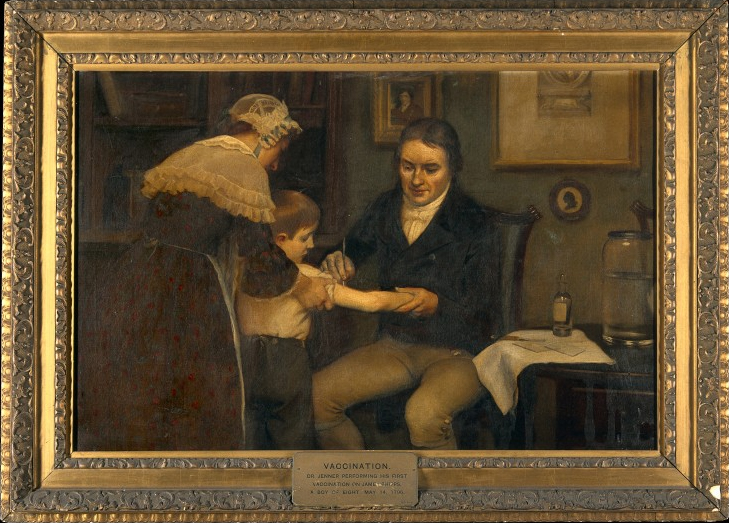
دكتور إدوارد جينر يقوم بتطعيمه الأول لجيمس فيليب, صبي في عمر 8 سنوات. رسم اللوحة إرنست بورد (بدايات القرن العشرين)

في أول أيام اختبار التطعيم، وقبل عمل باستير على تأسيس نظرية الجراثيم وعمل ليستر على التطهير والتعقيم، كان هناك عبور كبير للعدوى. ويُعتقد أن ويليام وودفيل، وهو أحد أوائل القائمين بالتحصين ومدير مستشفى لندن للجدري، قد تسبب في إشابة مادة جدري البقر - اللقاح - بمادة الجدري وهذا ما أنتج التجدير بشكل أساسي. لم يتم اشتقاق مادة لقاح أخرى من جدري البقر بشكل موثوق، ولكن من طفح جلدي من الماشية الأخرى. في العصر الحديث، كان النموذج العلمي الفعال والإنتاج الخاضع للرقابة مهمّين في التقليل من أسباب الفشل الظاهرية أو المرض مجهول المنشأ.
خلال الأيام الأولى من الاختبارات التجريبية في 1758، توفي الأمريكي كالفينى جوناثان إدواردز بسبب تلقيحه ضد الجدري. أجريت بعض الدراسات الإحصائية والوبائية الأولى من قبل جيمس جورين في 1727 ودانيال بيرنوللي في 1766. في عام 1768 أشار الدكتور جون فوستر أن التلقيح لم يُنتج أي تفاعل لدى الأشخاص الذين أصيبوا بجدري البقر بالفعل. كان فوستر معاصرًا لجينر وصديقا له. أقر دكتور رولف، وهو طبيب آخر في جلوسيسترشاير أن جميع الأطباء ذوي الخبرة في عصره كانوا على علم بذلك.
ولد إدوارد جينر في بيركلي، إنجلترا. في سن ال 13، كان يتدرب على يد الصيدلي دانيال لودلو ولاحقا مع الجراح جورج هاردويك في سودباري المجاورة. ولاحظ أن الأشخاص الذين يصابون بجدري البقر أثناء العمل مع الماشية لا يُعرف عنهم بالجدري. افترض جينر وجود علاقة سببية ولكن الفكرة لم يُلتفت إليها في ذلك الوقت. من 1770 إلى 1772 تلقى جينر تدريبا متقدما في لندن في مستشفى سان جورج وكطالب خاص لدى جون هنتر، ثم عاد إلى العمل في بيركلي. عندما اندلع وباء الجدري، نصح العاملين المحليين مع الماشية بتلقي التلقيح، لكنهم أخبروه أن إصابتهم السابقة بجدري البقر سوف تمنع العدوى بالجدري. وهذا يؤكد شكوكه أثناء طفولته، ثم تعمق في دراسة الجدري البقري وقدم ورقة علمية حوله إلى مجتمعه الطبي المحلي.
ربما كان توفر بالفعل تفهم غير رسمي لدى العامة لوجود بعض الارتباط بين مقاومة الأمراض والعمل مع الماشية. يبدو أن لوحة «الحلابة الجميلة» كانت صورة متكررة في الفن والأدب في هذه الفترة. ولكنه من المعروف بشكل قطعي أنه في السنوات التي تلت عام 1770، قام ستة أشخاص على الأقل في إنجلترا وألمانيا (سيفيل، جينسن، جيستي1774 ، ريندال، بليت 1791) باختبارات ناجحة لإمكانية استخدام لقاح جدري البقر كلقاح ضد الجدري في البشر. في عام 1796 التقطت سارة نيلميس ـ وهي حلّابة محلية ـ عدوى جدري البقر وذهبت إلى جينر لتتلقي العلاج. انتهز جينر الفرصة لاختبار نظريته. فقام بتطعيم جيمس فيبس ـ ابن البستاني ـ البالغ من العمر ثماني سنوات، بمواد مأخوذة من إصابات الجدري على يد سارة. بعد إصابته بحمى طفيفة والآثار الموضعية المتوقعة تعافى جيمس بعد بضعة أيام. بعد حوالي شهرين، قام جينر بتطعيم جيمس في كلا ذراعيه بمواد من حالة مصابة بالجدري، فلم يظهر أي تأثير. كان الطفل محصناً ضد الجدري.

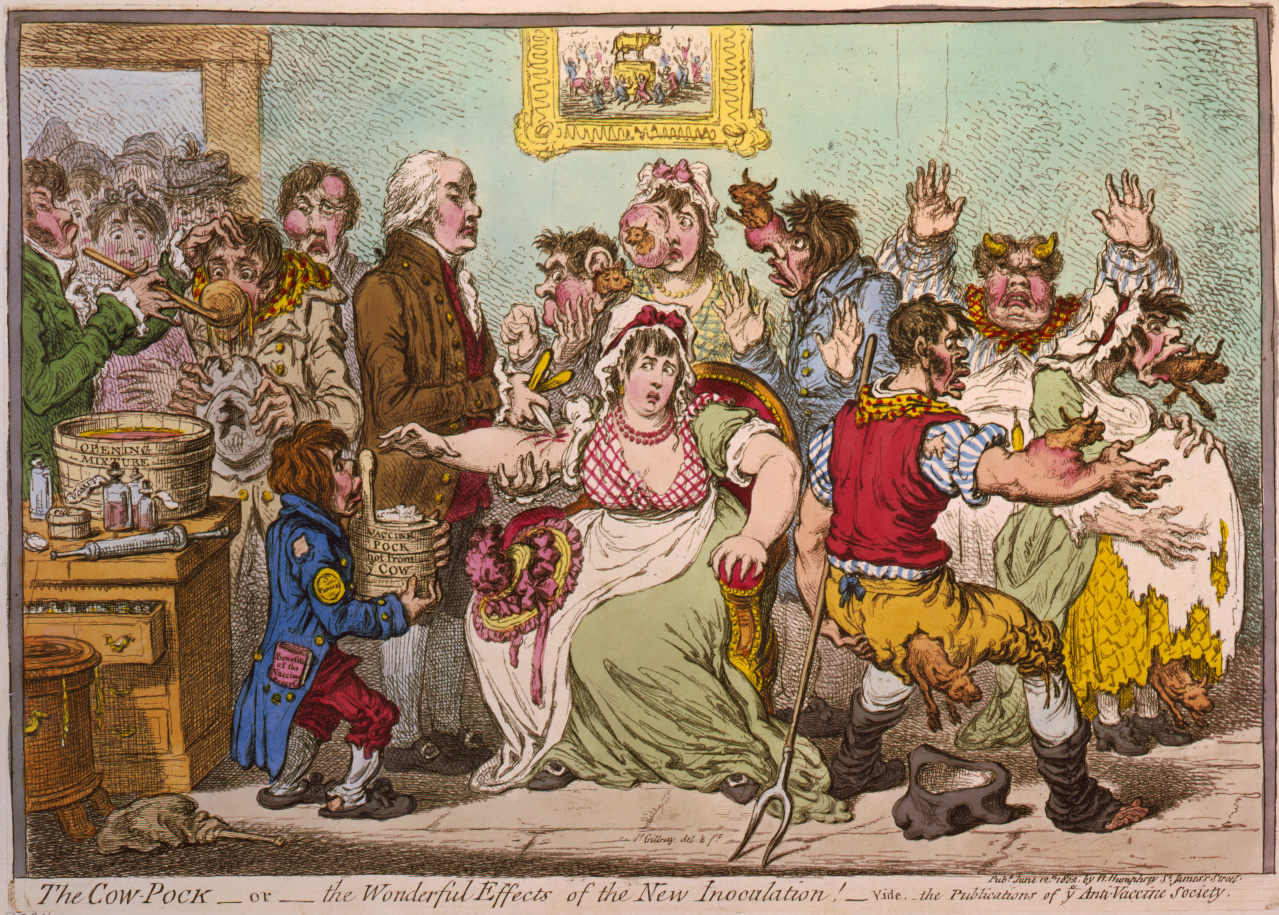
رسم كاريكاتير من عام 1802 رسمه جيمس جيلراي ليصور الجدل المبكر الذي يحيط بنظرية جينر للتلقيح.

أرسل جينر ورقة تقريريه عن ملاحظاته إلى الجمعية الملكية في أبريل 1797. غير معروف محتواه، حيث لم يتم تقديمها بشكل رسمي ولا يوجد أي ذكر لها في سجلات الجمعية. أرسل جينر ورقته بشكل غير رسمي إلى السير جوزيف بانكس، رئيس الجمعية، والذي طلب من إيفرارد هوم أن يعطي رأيه. جاء تقريره، الذي نشر لأول مرة في عام 1999، متشككًا ودعا إلى المزيد من التلقيحات. هذا ما حدث وفي عام 1798 نشر جينر تحليلاً لـ 23 حالة تضمنت العديد من الأفراد الذين قاوموا التعرض الطبيعي للإصابة بالجدري بعد إصابتهم السابقة بجدري البقر. من غير المعروف كم كان عدد الذين لقحهم جينر وتحدى بهم فيروس الجدري. مثلا تشمل الحالة 21 «العديد من الأطفال والبالغين». وبشكل حاسم قاوم كل من الأربعة ـ على الأقل ـ الذين قام جينر بتطعيمهم عمداً بفيروس الجدري. شمل هذا كلا من المريضين الأول والأخير في سلسلة من عمليات النقل من ذراع إلى الذراع. استنتج أن التلقيح بالجدري البقري كان بديلاً آمناً للتلقيح ضد الجدري، لكنه اندفع إلى ادعاء أن أثره الوقائي يدوم مدى الحياة. وتم إثبات أن هذا القول الأخير غير صحيح. حاول جينر أيضاأن يميز بين جدري البقر الحقيقي الذي ينتج النتيجة المرغوبة وبين الجدري «الزائف» الذي كان غير فعال و / أو ينتج تفاعلًا شديدًا. تشير الأبحاث الحديثة إلى أن جينر كان يحاول التمييز بين الآثار الناتجة عن ما يمكن تعريفه الآن باللقاح غير المُعدي، والفيروس المختلف (مثل نظير الوقس / عقد الحلابين)، أو التلوث بمسببات الأمراض البكتيرية. هذا ما تسبب في الغموض في ذلك الوقت، لكنه أصبح معيارًا مهمًا في تطور اللقاح. كان مصدر آخر للالتباس هو اعتقاد جينر أن اللقاح الفعال الكامل الذي يتحصل عليه من الأبقار هو في الأصل مرض ينشأ في الخيول، وهو ما أشار إليه على وجه الخطأ باعتباره مادة دهنية. تم انتقاد هذا المعتقد في ذلك الوقت ولكن سرعان ما تم تقديم اللقاحات المستمدة من مرض جدري الخيول وساهم في وقت لاحق في مشكلة معقدة عن أصل فيروس اللقاح، الفيروس الموجود في اللقاح هذه الأيام.:165–178
تم تقديم اللقاح إلى العالم الجديد في ترينيتي، نيوفاوندلاند في عام 1798 بواسطة الدكتور جون كلينيش، صديق الصبا وزميل دراسة الطب لجينر. تم إعطاء أول لقاح للجدري في الولايات المتحدة في عام 1799. أعطى الطبيب فالنتين سيمان لقاح الجدري لأطفاله باستخدام لقاح تحصل عليه من جينر. بحلول عام 1800، نُشر عمل جينر بجميع اللغات الأوروبية الرئيسية ووصلت إلى بينجامين ووترهاوس في الولايات المتحدة - وهذه علامة على الانتشار السريع والاهتمام العميق. على الرغم من بعض القلق بشأن سلامة التطعيم، فإن الوفيات الناتجة عن استخدام اللقاحات المختارة بعناية كانت قريبة من الصفر، وسرعان ما تم استخدامها في جميع أنحاء أوروبا والولايات المتحدة.

فيروس جدري البقر يبني مناعة ضد فيروس الجدري.
1 أ. يتم حقن فيروس كاربوكس في مجرى الدم.
2 أ. يدخل الفيروس الخلايا وتتطور حمى خفيفة
3 أ. تعيّن الخلايا التائية المستضد كتهديد.
4 أ. تنشيط الخلايا التائية، وتنقسهم لتنتج خلايا تي للذاكرة.
5 أ. يتم إنتاج الأضداد وتدمير الفيروس.
الرسم البياني ب:
عندما يتعرض فيروس الجدري ، يكون جهاز المناعة مقاومًا.
1 ب يتم حقن فيروس جدري في مجرى الدم.
2 ب. تتعرف الخلايا التائية الذاكرة على الفيروس.
3 ب. يتم إنتاج الأضداد وتدمير الفيروس

في عام 1804، أبحرت بعثة بالميس، وهي مهمة إسبانية رسمية بقيادة فرانسيسكو خافيير دي بالمسيس، لنشر اللقاح في جميع أنحاء الإمبراطورية الإسبانية، بدءا بجزر الكناري وأمريكا الوسطى الإسبانية. في حين أوصل نائبه، خوسيه سالفاني، اللقاح إلى الغرب والسواحل الشرقية لأمريكا الجنوبية الإسبانية، أبحرت بالميس إلى مانيلا في الفلبين وإلى كانتون وماكاو على الساحل الصيني. ثم عاد إلى إسبانيا في عام 1806.
لا يمكن الإجابة بشكل مؤكد عن سؤال من الذي جرب لقاح جدري البقر / التجدير لأول مرة . معظم المعلومات المتاحة، والتي لا تزال محدودة تشير إلى كل من بنجامين جيستي وبيتر بليت وجون فوستر. في عام 1774، لاحظ جيستي، وهو مزارع من مدينة يانمينستر في دورسيت، أن الفتاتين الحالبتين اللتان تعيشان مع أسرته كانت لديهما مناعة ضد الجدري، ولقح عائلته بجدري البقر لحمايتهم من الجدري. تلقى الرجل قدرا معينا من النقد والسخرية المحلية في ذلك الوقت ثم تضاءل الاهتمام. جذب جيتسي الانتباه في وقت لاحق، وتم إحضاره إلى لندن في عام 1802 من قبل النقاد الغيورين من ظهور جينر في وقت كان يتقدم فيه إلى البرلمان للحصول على مكافأة مالية. خلال 1790-1992، أبلغ بيتر بليت، وهو معلم من هولشتاين، عن نتائج محدودة لتلقيح جدري البقر بكلية الطب بجامعة كيل. ومع ذلك ، فضلت الكلية التجدير ولم تتخذ أي إجراء. ناقش جون فوستر، الجراح الصديق لجينر من ثورنبيري المجاورة، إمكانية تلقيح الجدري في الاجتماعات في وقت مبكر يعود إلى عام 1765. وربما قام ببعض التلقيحات ضد الجدري في عام 1796 في نفس الوقت الذي قام فيه جينر بتلقيح فيبس. ومع ذلك، فإن فوستر، الذي كان يمتلك ممارسة مزدهرة للتجدير، ربماأخذ في اعتباره هذا الاختيار، إلا أنه استخدم لقاح الجدري بدلاً من ذلك. كان يعتقد أن التلقيح لا يمتلك أية ميزة على التجدير، لكنه حافظ على تواصل ودي مع جينر، وبالتأكيد لم يدّعِ أية أولوية للتلقيح عندما هاجم النقاد سمعة جينر. يبدو واضحا أن فكرة استخدام جدري البقر بدلا من الجدري للتلقيح كانت مأخوذة في الاعتبار، وتمت تجربتها فعليا في أواخر القرن الثامن عشر، وليس فقط من بواسطة أطباء متخصصين. لذلك، لم يكن جينر أول من جرب التلقيح بالجدري البقري. ومع ذلك، كان هو أول من نشر دليله ووزع اللقاحات بدون مقابل، وقدم المعلومات حول اختيار المواد المناسبة ، والحفاظ عليها عن طريق النقل من ذراع إلى ذراع. كتب المؤلفون من منظمة الصحة العالمية الرسمية فيما يخص الجدري والقضاء على مقدرين دور جينر:
إن نشر الاستقصاء وما أعقبه من ترويج فعال من قِبل جيتر لفكرة التلقيح بفيروس آخر غير فيروس الجديري كان يشكل نقطة تحول في السيطرة على الجدري، لذلك فهو يستحق إن يُرجع إليه الفضل أكثر من أي شخص آخر.
مع انتشار التلقيح، جعلته بعض البلاد الأوروبية إجباريا. أدى القلق بشأن السلامة إلى معارضة وإلغاء القانون الملزم في بعض الحالات. تم تقديم التلقيح الإجباري للرضع في إنجلترا بموجب قانون التلقيحات لعام 1853. بحلول عام 1871، كان يمكن تغريم الوالدين بسبب عدم الامتثال، بل وسجنهما لعدم الدفع. هذامما جعل المعارضة أقوى، وضع قانون التطعيم عام 1898 بند الضمير. سمح ذلك بالإعفاء مع إصدار شهادة تفنيد وفقا لما يمليه الضمير يوقعها قاضيان. ولم يكن الحصول على هذه الشهادات سهلاً دائماً، كما سمح قانون آخر في عام 1907 بالإعفاء بموجب إعلان قانوني لا يمكن رفضه. رغم أنه ظل إلزاميا بشكل نظري، إلا أن قانون 1907 قد وضع نقطة النهاية للتلقيح الإجباري للرضع في إنجلترا.
في الولايات المتحدة كان يتم تنظيم التطعيم بواسطة كل ولاية منفردة ، وكانت أول من فرض التطعيم الإجباري هي ولاية ماساتشوستس في عام 1809. ثم توالت سلسلة من الإلزام والمعارضة والإلغاء في الولايات عديدة. وبحلول عام 1930، حظرت أريزونا ويوتا ونورث داكوتا ومينيسوتا التطعيم الإجباري، وسمحت 35 ولاية بالتنظيم من قبل سلطات محلية، أو أنها لم يكن لديها تشريع يؤثر على التطعيم، بينما كان تطعيم الأطفال إلزامياً في عشر ولايات متضمنة واشنطن العاصمة وماساتشوستس. تم تنظيم التطعيم الإلزامي للرضع من خلال السماح بالتسجيل في المدرسة فقط لأولئك الذين تم تطعيمهم. جادل أولئك الذين يسعون إلى فرض التطعيم الإلزامي بأن الصالح العام يفوق الحرية الشخصية، وهي وجهة نظر أيدتها المحكمة العليا الأمريكية في جاكوبسون ف. ماساتشوستس في عام 1905، وهذا الحكم كان من المعالم الرئيسية والذي وضع سابقة في قضايا التعامل مع الحرية الشخصية والصالح العام.

توضح العملية المذكورة أعلاه الخطوات التي اتخذها إدوارد جينر لإنشاء اللقاح. قام جينر بذلك عن طريق التلقيح جيمس فيبيس بجدري البقر، وهو فيروس مماثل للجدري، لخلق مناعة، على خلاف التجدير، التي استخدمت الجدري لخلق مناعة ضد نفسه.

لويس ت. رايت، الأمريكي ذو الأصول الأفريقية وخريج كلية هارفارد الطبية (1915)، قدم التطعيم داخل الجلد للجدري للمجندين أثناء خدمتهم في الجيش خلال الحرب العالمية الأولى.

## تطورات الإنتاج
حتى نهاية القرن التاسع عشر، كان يتم إنتاج اللقاح إما مباشرة من اللقاح المنتج على جلد الأبقار أو، وخصوصا في إنجلترا، من اللقاح الذي تم الحصول عليه من البقر ولكن تم الحفاظ عليه بعد ذلك بالنقل من ذراع إلى ذراع؛ مبدئيا كان يمكن في كلتا الحالتين تجفيف اللقاحات على نقاط عاجية للتخزين أو النقل على المدى القصير ولكن تزايد استخدام أنابيب زجاجية شعرية لهذا الغرض قرابة نهاية القرن. خلال هذه الفترة لم تكن هناك طرق مناسبة لتقييم سلامة اللقاح وكانت هناك حالات من اللقاحات الملوثة التي تنقل العدوى مثل الحمرة والكزاز وتسمم الدم والسل. في حالة نقل من ذراع إلى ذراع كان هناك خطر انتقال مرض الزهري. على الرغم من حدوث ذلك من وقت لآخر، بنسبة تقدر حوالي 750 حالة في 100 مليون لقاح، فهناك بعض منتقدي التطعيم على سبيل المثال: تشارلز كريتون الذي اعتقد أن اللقاح غير الملوث نفسه كان هو المسبب لمرض الزهري. كان لقاح الجدري هو اللقاح الوحيد المتاح خلال هذه الفترة، ولذلك بدأت المعارضة القوية عدد من الخلافات حول التطعيمات وانتقلت منه إلى اللقاحات الأخرى وهذا خلال القرن الحادي والعشرين.
قام سيدني آرثر مونكتون كوبمان، وهو متخصص في علم البكتيريا تابع للحكومة الإنجليزية وأحد المهتمين بلقاح الجدري، بفحص التأثيرات على البكتيريا التي فيه بعلاجات مختلفة، بما في ذلك الجليسيرين. كان يتم استخدام الجليسيرين في بعض الأحيان ببساطة كمخفف بواسطة بعض منتجي اللقاحات القاريّة. ومع ذلك، وجد كوبمان أن اللقاح المعلق في 50 ٪ من الجليسيرين النقي كيميائيا والمُخزن تحت ظروف محكومة يحتوي على عدد قليل جدا من البكتيريا «الغريبة» وأنتجت لقاحات مقبولة. أصدر تقريرا لاحقا أن الجليسيرين قتل الكائنات المسببة للحمرة والسل عندما أضيف إلى اللقاح «بكمية وافرة»، وبذلك فقد استخدمت على نطاق واسع في القارة. في عام 1896، طُلب من كوبمان توفير «لقاح بقري إضافي جيد» لتطعيم ولي العهد إدوارد الثامن.
كان اللقاح الذي أنتج بطريقة كوبمان هو النوع الوحيد الذي أصدرته مؤسسة اللقاحات التابعة للحكومة الإنجليزية مجاناً عام 1899. في نفس الوقت، منع قانون التلقيح عام 1898 التطعيم بطريقة ذراع إلى ذراع، وبناء عليه منع انتقال مرض الزهري عن طريق هذا اللقاح. ومع ذلك ، اضطر الممارسون الخاصون إلى ابتياع اللقاح من المنتجين التجاريين. على الرغم من أن الاستخدام الصحيح للجليسيرين قلل التلوث البكتيري إلى حد كبير، فإن المادة الخام المستخلصة من جلد الأبقار المصابة كانت ملوثة بشدة على الدوام، ولم يكن أي لقاح خاليًا تمامًا من البكتيريا. وجد استقصاء للقاحات في عام 1900 تنوعا كبيرا من التلوث البكتيري. احتوى اللقاح الذي أصدرته مؤسسة اللقاحات الحكومية على 5000 بكتريا لكل جرام ، بينما احتوى اللقاح التجاري على 100,000 لكل جرام. بقي معدل التلوث البكتيري غير منظم حتى وضع قانون المواد العلاجية لعام 1925 حدًا أقصى قدره 5000 لكل جرام، وحظر أي دفعة من اللقاحات وجد أنها تحتوي على الكائنات المسببة للحمرة أو عدوى الجروح. لسوء الحظ فقدت اللقاحات المعالجة بالجلسرين قدرتها بسرعة في درجات الحرارة المحيطة مما حصر استخدامها في المناخات المدارية. ومع ذلك ، فقد ظلت مستخدمة في السبعينيات حيث توفرت سلسلة تبريد مقبولة. ظلت الحيوانات مستخدمة بشكل واسع من قِبل منتجي اللقاحات خلال حملة استئصال الجدري. وجدت دراسة أجرتها منظمة الصحة العالمية على 59 منتجا، استخدم بعض منهم أكثر من مصدر للقاح، استخدم 39 منهم الأبقار، و 12 استخدموا الأغنام و 6 استخدموا جواميس الماء، في حين أن 3 فقط صنعوا لقاحا في مزرعة الخلايا و 3 في بيض الدجاج. كان اللقاح الإنجليزي يصنع من حين لآخر من الأغنام خلال الحرب العالمية الأولى، ولكن من عام 1946 تم استخدام الأغنام فقط.

أوصلت بعثة بالميس اللقاح إلى أمريكا الإسبانية في عام 1804

في أواخر الأربعينيات وأوائل خمسينيات القرن العشرين، طور ليزلي كولير، وهو عالم ميكروبيولوجي إنجليزي يعمل في معهد ليستر للطب الوقائي، طريقة لإنتاج لقاح مستقر حراريًا مجفف بالتجميد في صورة مسحوق. أضاف كولير 0.5٪ من الفينول إلى اللقاح لتقليل عدد الملوثات البكتيرية ولكن المرحلة الأساسية كانت إضافة 5٪ ببتون إلى اللقاح السائل قبل أن يتم توزيعه في أمبولات. هذا ما حمى الفيروس أثناء عملية التجفيف بالتجميد. بعد التجفيف كانت الأمبولات تُغلق تحت النيتروجين. مثل اللقاحات الأخرى ، بمجرد إعادة تركبيها تصبح غير فعالة غير فعالة بعد يوم أو يومين في درجات الحرارة المحيطة. رغم ذلك ، فقد كان اللقاح المجفف فعالا بنسبة 100٪ عند إعادة تكوينه بعد 6 أشهر من التخزين عند 37 درجة مئوية (99 درجة فهرنهايت) مما سمح بنقله وتخزينه في المناطق الاستوائية البعيدة. كانت طريقة كولير مستخدمة بشكل متزايد وأصبحت ـ مع تعديلات طفيفة ـ معيار إنتاج اللقاح الذي تبنته وحدة استئصال الجدري لدى منظمة الصحة العالمية عندما بدأت حملتها العالمية لاستئصال الجدري في عام 1967، وفي ذلك الوقت كان 23 من 59 مُصنّع يستخدمون سلالة ليستر.
في خطاب عن المعالم الرئيسية في تاريخ لقاح الجدري الذي تلقاه ديريك باكسباي واقتبس منه، وكتبه دونالد هندرسون، رئيس وحدة استئصال الجدري من 1967 إلى 77 «لقد صنع كلا من كوبمان وكولير مساهمة عظيمة لم يتلق أي منهما من وجهة نظري التقدير عليها مطلقًا».
تم التطعيم بلقاح الجدري من خلال خدوش في الطبقات السطحية من الجلد وتم استخدام مجموعة واسعة من الأدوات لتحقيق ذلك. تراوحت بين الإبر البسيطة والأدوات متعددة الرؤوس ومتعددة الشفرات والمصممة خصيصًا لهذا الغرض.
قدم بنجامين روبين، وهو عالم ميكروبيولوجي أمريكي يعمل في مختبرات وايث، مساهمة كبيرة في تطعيم الجدري في ستينيات القرن العشرين. قائمة على الاختبارات الأولية بإبر النسيج مع قفزة في الرؤية بشكل مستعرض في منتصف الطريق، قام بتطوير الإبرة المتفرعة. وهي شوكة حادة ذات شقين مصممة لحمل جرعة واحدة من اللقاح المجفف المعاد تجميده باستخدام الخاصية الشعرية. سهلة الاستخدام بالحد الأدنى من التدريب وإنتاجها غير مكلف (5 دولارات لكل 1000 إبرة)، تستهلك لقاح أقل أربع مرات من الطرق الأخرى، ويمكن إعادة استخدامها مرارا وتكرارا بعد التعقيم باللهب، تم استخدامها على مستوى العالم في حملة استئصال الجدري لمنظمة الصحة العالمية عام 1968. قدر روبين أنه تم استخدامها لإجراء 200 مليون لقاح سنويًا خلال السنوات الأخيرة من الحملة. تم منح المشاركين الأساسين في الحملة «وسام الإبرة المتفرعة». وهي مبادرة شخصية من دونالد هندرسون، كانت شارة على الصدر، صممتها وصنعتها ابنته، التي تشكلت من الإبرة التي تصنع شكل "O". مشيرًا إلى «الهدف صفر»، وهو الهدف من الحملة.

## القضاء على الجدري
تم استئصال الجدري من خلال بحث دولي ضخم عن التفشي الوبائي، مدعومًا ببرنامج للتطعيم، بدأ في عام 1967. تم تنظيمه وتنسيقه من قبل منظمة الصحة العالمية (WHO)، التي أنشأها وترأسها دونالد هندرسون. ظهرة الحالة الأخيرة في الأمريكتين في عام 1971 (البرازيل) وجنوب شرق آسيا (إندونيسيا) في عام 1972، وفي شبه القارة الهندية في عام 1975 (بنغلاديش). بعد عامين من البحث المكثف، ظهرت ما أُثبت أنها أخر حالة وبائية في العالم في الصومال، أكتوبر 1977. قامت لجنة عالمية لإصدار شهادات استئصال الجدري برئاسة فرانك فينر بفحص الأدلة وزارت الأماكن التي كان من الضروري زيارتها، وجميع البلدان التي كان مرض الجدري فيها وبائيا. في ديسمبر 1979، توصلوا إلى استنتاج القضاء على الجدري. استنتاجا أقرته الجمعية العامة لمنظمة الصحة العالمية في مايو 1980. على الرغم من أنه تم استئصال المرض، لا تزال هناك مخزونات من فيروس الجدري في العديد من المختبرات. أسرعت بإصابة حالتين بالجدري في عام 1978، إحداهما سببت وفاة (جانيت باركر)، نتيجة حدوث ثغرة في حاوية بشكل حادث غير واضح في مختبر في كلية الطب بجامعة برمنغهام، أكدت منظمة الصحة العالمية أن المخزونات المعروفة من فيروس الجدري تم تدميرها أو نقلها إلى مختبرات أكثر أمانا. بحلول عام 1979 كان من المعروف أن أربعة مختبرات فقط تمتلك فيروس الجدري. تم نقل على جميع المخزونات الإنجليزية المحفوظة في مستشفى سانت ماري بلندن إلى مرافق أكثر أمناً في بورتون داون ثم إلى الولايات المتحدة في مراكز السيطرة على الأمراض والوقاية منها (CDC) في أتلانتا، جورجيا في عام 1982، وتم تدمير جميع المخرون في جنوب أفريقيا في 1983. بحلول عام 1984 كانت المخزونات المعروفة الوحيدة مقتصرة على مراكز مكافحة الأمراض والوقاية منها في الولايات المتحدة ومركز أبحاث الولاية في علم الفيروسات والتكنولوجيا الحيوية (VECTOR) في كولتسوفو، روسيا. أقرت هذه الدول أن مستودعاتها مخصصة للبحث والتأمين ضد الحروب البيولوجية في حالة اكتشاف بعض المخزون المستتر للجدري الطبيعي في المستقبل.

## التسمية
```
كلمة «اللقاح» مشتقة من لقاح الجديريات (أي الجدري البقري)، المصطلح تم ابتكاره بواسطة جينر للدلالة على جدري البقر واستخدامه في العنوان الطويل للتحقيق الذي أجراه بشأن أسباب وتأثير اللقاحات الجديرية، والمعروفة باسم جدري البقر.
[
35
]
```

التلقيح، وهو المصطلح الذي سرعان ما استُعيض به عن التجدير بلقاح الجدري والتطعيم باللقاح، استُخدم لأول مرة في مطبوعة لصديق جينر، ريتشارد دونينج في عام 1800. في البداية، كان يشير مصطلح اللقاح / التطعيم إلى الجدري فقط، ولكن في عام 1881 اقترح لويس باستير تكريم جينر بتوسيع المصطلح لتغطية التطعيمات الوقائية الجديدة.

## مخازن اللقاحات
في أواخر عام 2001، تدراست حكومتا الولايات المتحدة والمملكة المتحدة تخزين لقاحات الجدري، حتى مع التأكيد للعامة أنه لا يوجد تهديد "محدد أو معقول" للإرهاب البيولوجي. في وقت لاحق حذر مدير مركز الأبحاث التابع لعلم الفيروسات والتقنية الحيوية من أن الإرهابيين يمكنهم بسهولة إغراء الباحثين السوفيت السابقين الذين يتقاضون أجوراً متدنية لقلب العينات واستخدامها كسلاح، قائلين "كل ما تحتاجه هو متعصب مريض للوصول إلى مكان مأهول بالسكان. النظام الصحي العالمي غير مستعد إطلاقا لذلك.
"
في المملكة المتحدة، حدث جدل بشأن الشركة التي تم التعاقد معها لتوفير اللقاح. كان هذا بسبب العلاقات السياسية لصاحبها، بول درايسون، وتساؤلات حول اختيار سلالة اللقاح. كانت السلالة مختلفة عن تلك المستخدمة في الولايات المتحدة. توقفت خطط التطعيم الشامل في الولايات المتحدة حيث أصبحت ضرورة التطعيم موضع تساؤل.